# Barra Velha
Barra Velha, amtlich portugiesisch Município de Barra Velha, ist eine Gemeinde im Bundesstaat Santa Catarina im Süden Brasiliens. Die Bevölkerung wurde zum 1. Juli 2021 auf 30.539 Einwohner geschätzt, die Barra-Velhenser genannt werden und auf einer Gemeindefläche von rund 138,9 km² leben. Sie liegt am Südatlantik auf einer Höhe von 35 Metern über Meeresspiegel. Sie ist Teil der Metropolregion Norte-Nordeste Catarinense.
Sie bietet durch ihre Lage sehr gute Bedingungen für Wassertourismus in der vorgelagerten Lagune. Durch Tourismus kann die Bevölkerung kurzzeitig auf bis zu 200.000 ansteigen.

## Etymologie
Der Name bedeutet in etwa alte Sperre.

## Geographie
Die Stadt liegt entlang der vom roten Sand geprägten Küste von Santa Catarina und ist durch die Straße BR-101 gut erreichbar.
Angrenzende Gemeinden sind Araquari, São João do Itaperiú, Luiz Alves und Piçarras. Das Biom ist Mata Atlântica.

## Geschichte
Die Gemeinde erhielt das Stadtrecht zum 1. Dezember 1961.

## Kommunalpolitik
Bei der Kommunalwahl 2020 wurde Douglas Elias da Costa des Partido Liberal für die Amtszeit von 2021 bis 2024 zum Stadtpräfekten (Bürgermeister) gewählt.

## Naturschutz
In der Gemeinde befindet sich der Parque Natural Municipal Caminho do Peabirú (Städtischer Naturpark Peabirú-Weg).

## Wirtschaft
Vorherrschend sind hier Fischfang und Landwirtschaft sowie Viehzucht und Milchwirtschaft.